# (37824) 1998 BU14
1998 BU14 (asteroide 37824) é um asteroide da cintura principal. Possui uma excentricidade de 0.05900520 e uma inclinação de 7.26213º.
Este asteroide foi descoberto no dia 25 de janeiro de 1998 por Yoshisada Shimizu e Takeshi Urata em Nachi-Katsuura.